# Comentarios reales de los incas
Los Comentarios reales de los incas o Primera parte de los comentarios reales es un libro histórico-literario escrito por el literato peruano Inca Garcilaso de la Vega. Fue publicado en Lisboa en 1609. Trata sobre la historia, las costumbres y las tradiciones del Antiguo Perú, aunque centrándose en el periodo inca. Es la primera gran obra de la literatura peruana y una de las más importantes del período virreinal. Algunos la consideran como el cantar de gesta de la nacionalidad peruana. En el campo historiográfico tuvo mucha influencia entre los historiadores peruanos y americanos, hasta mediados del siglo XIX, cuando se empezó a cuestionar su valor histórico. Actualmente y por esta última razón, la obra y el autor son estudiados en Perú como parte del bachillerato en Literatura y no de Historia, aplicando lo mismo en los colegios. 

## Publicación
Residente en España desde 1560, Garcilaso empezó en 1586 a compilar documentos, crónicas e informaciones orales sobre el Perú. Desde allí le enviaban noticias su tío Francisco Huallpa y el caballero Garcí Sánchez de Figueroa. También le sirvieron las cartas y las visitas de amigos y otros “indianos” que llegaban de América. Todo esto, sumado a las crónicas de autores como Cieza, el padre Acosta y Blas Valera, así como su propia memoria que atesoraba los relatos sobre los incas que escuchó de niño de boca de sus parientes maternos, amén de su propia experiencia (pues hasta los 20 años residió en el Perú), fueron las fuentes para la redacción de su obra cumbre. Empleó varios años en darla por acabada, escribiéndola mayormente en Córdoba. Su proyecto consistía en publicarla en dos partes, la primera dedicada a los incas y la segunda a la conquista española. 
La primera parte vio la luz pública en Lisboa, en 1609, en una magnífica edición realizada por Pedro Crasbeeck y dedicada a la princesa Catalina de Portugal. Esta obra, conocida universalmente como los Comentarios Reales de los Incas, es la que ha cimentado la fama del Inca Garcilaso, debido a su calidad literaria y a su contenido, con nutrida información sobre la historia y las costumbres de los incas, tema entonces exótico y de interés para los lectores europeos. Tan así que llegó a ser traducido a diversos idiomas.
La segunda parte fue publicada póstumamente en 1617, con menor calidad de edición, y aunque su nombre oficial es de Segunda parte de los comentarios reales, ha venido a ser conocida como la Historia General del Perú, título evidentemente equívoco, que algún editor impuso posteriormente, para hacerla más atractiva a los potenciales lectores. 
Aunque ambos libros, según el plan del autor, deben ser vistos como un solo bloque, sin embargo, el uso los ha mantenido diferenciados.

## Explicación del título
El autor tituló a su obra como comentarios reales, en el sentido de que consideraba su testimonio como el más veraz, diferenciándose así de los cronistas españoles, quienes, según su opinión, no tenían ese atributo. Para demostrar su autoridad, resaltaba el hecho de ser un descendiente de los antiguos gobernantes peruanos, que conocía a cabalidad su lengua (quechua o runasimi). No obstante, una lectura crítica es capaz de evidenciar una versión interesada en enaltecer a los antepasados incaicos en detrimento de otros pueblos y de civilizaciones anteriores. En ese sentido, el Inca Garcilaso afirma que antes del Tahuantinsuyo, estos territorios eran algo «desastroso» y que el mundo preinca estuvo sumido en el oscurantismo y la barbarie (la “era de la gentilidad”), contradiciéndose a sí mismo, pues en su obra menciona a grandes culturas regionales contemporáneas de los incas, como la Chincha y la  Chimú, así como grandes centros religiosos como Tiahuanaco y Pachacámac, todas las cuales tenían un alto grado de desarrollo; pero aún más, las modernas investigaciones arqueológicas sobre otras culturas preincas más antiguas como la Chavín, Paracas, Moche y Nasca así como el descubrimiento de sitios como Caral, terminaron por demostrar definitivamente como errónea la apreciación del escritor.
Otro punto que se cuestiona al autor es negar el hecho de que bajo los incas se hacían sacrificios humanos, en un intento de crear una imagen idealizada del Incario. Garcilaso admite que aquella era una práctica ancestral anterior al imperio inca, y que precisamente la misión de los incas fue la de civilizar a los pueblos bárbaros. Sin embargo, los testimonios de los demás cronistas y la propia evidencia arqueológica comprueban que sí hubo sacrificios humanos bajo el Imperio, pero cabe preguntar, a favor de Garcilaso, si en realidad hubo una tendencia a abandonar dichas prácticas, que por lo demás no parecen haberse realizado en la escala que lo hicieran otras civilizaciones americanas, como las de Mesoamérica. Recordemos que el Imperio incaico apenas tenía un siglo de existencia al momento de la llegada de los españoles y se hallaba en pleno proceso de consolidación, que se truncó por la conquista.

## Primera y segunda parte
La obra fue publicada en dos partes, ambas separadas en tiempo, título, y contenido: en la primera 1609, en 9 libros de 262 capítulos, se refiere a los hechos de los incas y su civilización; en la segunda, en 8 libros de 268 capítulos, póstumamente publicada en 1617 como Historia General del Perú, se aboca a la guerra de conquista del Perú y a las guerras civiles fratricidas por los restos del imperio y sus riquezas que surgen entre los conquistadores. 
En la primera parte, no solo se pone de manifiesto la calidad literaria del autor, sino también su interpretación del Imperio Incaico como modelo de sociedad y gobierno casi bucólico y paradisíaco. Muestra para la posteridad la cultura incaica desde el punto de vista de sus gobernantes Incas, de los cuales era parte Garcilaso. La obra empieza con los inicios de los Incas, y termina con lo sucedido hasta que los españoles conquistaron el Tahuantinsuyo; la obra describe las costumbres incaicas, sus religiones, su sistema de gobierno, sus vidas, sus guerras, etc.
En la segunda parte, el autor desarrolla con estilo vibrante la conquista del Perú, las guerras civiles entre los conquistadores y la instauración del Virreinato del Perú, así como la resistencia de los incas de Vilcabamba, que culmina con la ejecución del último de estos, Túpac Amaru I, en la plaza del Cuzco en 1572. Incluye en sus páginas una rehabilitación de su padre, el capitán Sebastián Garcilaso de la Vega, desprestigiado ante la Corona por haber militado en el bando del rebelde Gonzalo Pizarro.

## Estructura
- Dedicatoria.
- Proemio al lector.
- Advertencias.
- Libro Primero (26 capítulos).
- Libro Segundo (28 capítulos).
- Libro Tercero (25 capítulos).
- Libro Cuarto (24 capítulos).
- Libro Quinto (29 capítulos).
- Libro Sexto (36 capítulos).
- Libro Séptimo (29 capítulos).
- Libro Octavo (25 capítulos).
- Libro Noveno (40 capítulos).

En total, 9 libros con 262 capítulos.

## Resumen de la obra

### Primer Libro
Siguiendo las pautas de los historiadores de entonces, Garcilaso empieza su relato con la descripción física del mundo, aunque sin extenderse en el asunto. Explica que la división en “Viejo” y “Nuevo Mundo” no era geográfica sino solo dos modalidades de un mismo mundo. Señala que el clima variado del Perú no solo está condicionado por su cercanía a la línea ecuatorial, sino por sus altitudes con respecto al mar. Relata también una historia que había escuchado de boca de viejos conquistadores, sobre un pre-descubrimiento de América realizado por el piloto español Alonso Sánchez de Huelva, unos años antes del viaje de Colón. Luego remite a la Historia del cronista Gómara para quienes deseasen enterarse más sobre los viajes del navegante genovés. Otro asunto que le toma interés es la deducción del nombre Perú: refuta la suposición de aquellos que lo consideraban derivado de la voz quechua "pirua" (pirhua o granero), o del nombre Ofir bíblico; para él, deriva del vocablo "pelu" o "beru", con que los indios de las actuales costas del Pacífico colombiano y ecuatoriano designaban a ríos. El nombre del Perú ya era usado por los españoles desde antes que arribaran al territorio peruano. Luego el autor señala los límites del Perú, al norte hasta el río Ancasmayo, en los confines de Pasto y Popayán, y al sur hasta el río Maule, en Chile; al oriente llegaba hasta la región de los Antis o selva, territorio cuya columna vertebral lo constituye «aquella nunca jamás pisada de hombres ni de animales ni de aves, inaccesible cordillera de nieves», los Andes. 
Se intercala la historia de Pedro Serrano, un náufrago español que sobrevive en una isla inhóspita, relato que constituye toda una joya literaria y que parece haber sido la fuente de inspiración de Daniel Defoe para su novela Robinson Crusoe.  
Finalizada las descripciones geográficas, el autor pasa a relatar la historia del Perú. Sostiene que antes de los incas los pobladores del antiguo Perú eran muy primitivos y salvajes, que practicaban la idolatría, el canibalismo y los sacrificios humanos, así como costumbres sexuales nefastas como el incesto y la sodomía, así como usaban venenos y hechizos, época toda que se conoce como la gentilidad. Y que precisamente para rescatar de la barbarie a estos habitantes, el Sol envió a sus hijos, Manco Cápac y Mama Ocllo, que salieron de las aguas del Lago Titicaca con la misión de fundar una población donde se hundiera una barreta de oro que llevaban consigo, lo que ocurrió en la falda del cerro Huanacauri, cerca de donde se elevó la ciudad Cuzco, futura cabecera del Imperio inca. Esta leyenda archiconocida es solo relatada por Garcilaso; ningún otro cronista la consigna, por lo que hay una seria sospecha de que él fuera el inventor de la fábula. El autor menciona también otra variante de esta leyenda sobre el origen de los incas, así como la forma en que la pareja real civilizó a sus vasallos, enseñándoles la agricultura, la textilería y otros oficios, así como a rendir culto al Sol como dios principal, obedecer las leyes y a abandonar sus prácticas aberrantes. Se describen también las insignias de la realeza inca. Manco Cápac fue pues el primer inca y antes de morir dejó un testamento, encargando a sus hijos que recordaran siempre que eran hijos del Sol y que cumplieran siempre las leyes dadas por su padre, y que fueran mansos y piadosos con sus vasallos. Otro de los mandatos que diera el padre Sol era la de someter a las poblaciones primitivas por la fuerza del convencimiento, a quienes debían ofrecer, a cambio de su vasallaje, una nueva religión, nuevas leyes y costumbres para que vivieran como hombres y no como brutos. Solo en caso de que se mostraran esas poblaciones belicosas y reacias, los incas podían aplicar la fuerza de las armas. Finaliza el capítulo con una explicación del significado de los nombres reales de los incas.

### Segundo libro
En este libro el autor trata sobre la idolatría de los Incas de la segunda edad, y su origen. Afirma que los incas rastrearon al Dios verdadero, que tuvieron una cruz en un lugar sagrado del Cuzco, que creyeron en la inmortalidad del alma y la resurrección universal. Explica el significado de la palabra huaca y explica la adoración que daban al Sol y sus sacrificios de llamas, mas no de seres humanos. Describe sus sacrificios y ceremonias, y que sus leyes religiosas fueron impuestas por el primer Inca; sobre sus leyes y la división del imperio en cuatro distritos o suyus (Chinchaysuyu, Contisuyu, Collasuyu, Antisuyu), y cómo registraban a sus vasallos por decurias, a la cabeza de los cuales se hallaba un decurión o chunca camayoc. 
Luego pasa a narrar la vida y hechos de Sinchi Roca, el segundo rey de los Incas, quien luego de dedicar las debidas exequias a su padre, salió del Cuzco en campaña hacia el sur, al Collasuyu, logrando someter por la fuerza del convencimiento a los indios puquinas y canchis. Llegó hasta el pueblo de Chuncara, a 20 leguas hasta donde su padre había dejado los límites de su reino. 
Le sucedió su hijo Lloque Yupanqui, el tercer inca, cuyo nombre significa zurdo destacado. Este salió también a hacer conquistas; mientras que los canas salieron y se sometieron voluntariamente, los ayaviris se resistieron, por lo que tuvieron que ser sometidos por las armas, para que sirviera de escarmiento al resto de pueblos. Luego el Inca capturó la fortaleza de Pucara, cerca de la actual Puno. Tras algunos años, Lloque Yupanqui se dirigió a la provincia de los collas, inmensa comarca en torno al Lago Titicaca, cuya población se dedicaba a la ganadería de auquénidos y a la agricultura. Los collas, a fin de escapar de la suerte de los ayaviris, se reunieron en Hatuncolla (Colla la grande) y aceptaron ser vasallos de los incas. La siguiente provincia en someterse a los incas fue la de Chucuito; otros pueblos siguieron su ejemplo. Al oeste envió a sus generales, que sometieron los poblados hasta las faldas de la cordillera de los Andes, ya cercana a la costa. Acabadas las conquistas, Lloque Yupanqui regresó al Cuzco y el resto de su vida los dedicó a los oficios de la paz. 
El autor deja por un momento de lado los relatos bélicos y pasa a exponer sobre las ciencias que los Incas desarrollaron. En Astrología supieron hacer la cuenta del año y los solsticios y equinoccios; narra también cómo explicaron los eclipses del Sol, y lo que hacían cuando ocurrían los de la Luna. En medicina conocieron muchas yerbas medicinales; también tuvieron conocimientos de Geometría, Geografía, Aritmética y Música. En el campo de la poesía tuvieron amautas o filósofos que componían tragedias y comedias, y a los haravicus o poetas, que recitaban poesías amorosas. Finaliza el autor este libro dando cuenta de los pocos instrumentos que los indios tuvieron para realizar oficios como la metalurgia y la platería, pese a lo cual destacaron en tales artes.

### Tercer Libro
En este libro se relata la vida y hechos de los incas Mayta Cápac y Cápac Yupanqui. 
Mayta Cápac, el cuarto rey Inca, luego de visitar a sus vasallos, tal como era la costumbre de su casta, salió en campaña con 10 000 guerreros, en dirección al Collao, que por ser tierra plana parecía más fácil de conquistar. Llegó al Desaguadero al que cruzó con balsas; pasó cerca de las ruinas de Tiahuanaco, que el autor describe citando a otros cronistas. El Inca se dirigió hacia la provincia de Hatunpacassa, a la mano izquierda del Desaguadero, y conquistó Cac-yauiri, episodio del que se contaba la leyenda de que los collas dispararon sobre los incas sus flechas y piedras pero estas se volvieron contra ellos. Los collas, derrotados se rindieron y aceptaron ser vasallos del Inca. Conocido este suceso por los demás pueblos collas, muchos se redujeron voluntariamente, como las tres provincias de Cauquicura, Mallama y Huarina (al S.E. del lago Titicaca). Luego el Inca mandó a sus maeses de campo en dirección al mar, donde invadieron la provincia de Cuchuna, cuyos pobladores se atrincheraron en un fuerte (posiblemente Cerro Baúl, cerca de Moquegua) y se rindieron tras un largo sitio. Allí los incas castigaron severamente a quienes usaban venenos contra sus adversarios. Mayta Cápac prosiguió sus conquistas y sometió a otras tres provincias collas: Llaricassa (Larecaja), Sancauan (San Gabán) y Huaychu; en esta última sus habitantes opusieron resistencia pero luego se rindieron. Luego el Inca construyó el primer puente de mimbre o colgante que en el Perú se hizo, para cruzar el río Apurímac, causando gran admiración. Muchos pueblos se redujeron voluntariamente, atraídos por la fama del Inca. Las conquistas prosiguieron, llegando hasta Parihuana Cocha (Parinacochas) y Coropuna. A Mayta Cápac le sucedió su hijo Cápac Yupanqui, que se convirtió así en el quinto rey inca. Continuando la expansión del imperio, este Inca salió del Cuzco con 20 000 hombres y se dirigió al Cuntisuyu, donde conquistó más provincias. La provincia de Yanahuara se redujo voluntariamente, pero la Aimara, de naturaleza rebelde y agresiva, se negó a rendir vasallaje a los incas. Pero finalmente, al ver el poderío de sus adversarios, los aimaras se rindieron, y sus curacas se vieron obligados a besar las manos del Inca. También fueron sometidos los quechuas de Cotapampa y Cotanera. En la costa fueron anexados los valles de Acarí, Caravelí, Camaná y Quilca. Por última vez el Inca salió en campaña hacia el Collao; en el Desaguadero mandó a construir un famoso puente de paja y enea (puente colgante); y sometió Chayanta, así como otras cinco provincias grandes, entre otras menores. 
Por su parte, su hijo, el príncipe Inca Roca, redujo muchas y grandes provincias mediterráneas y marítimas, pasando por Amancay (Abancay), Nanasca (Nasca) y Arequipa. Por entonces se iniciaron los traslados de poblaciones a otras provincias, método de control político llamado mítmac (mitimaes). Luego el autor se explaya en la descripción de la casa y templo del Sol (Coricancha) y sus grandes riquezas, los sitios de los sacrificios y los atributos del sumo sacerdote o Uíllac Umu. 
Finaliza el libro con la descripción del templo del Titicaca y sus leyendas.

### Cuarto  Libro
Empieza tratando sobre la casa de las vírgenes escogidas dedicadas al Sol (Acllahuasi), sobre sus estatutos y ejercicios, la veneración de los indios hacia las cosas que hacían las escogidas, y la ley contra los que las violasen. No solo en el Cuzco, sino en las distintas provincias del Imperio existían estas casas de escogidas; el autor desmiente que estas vírgenes eran entregadas por mujeres a los curacas y los capitanes, ya que estaban dedicadas exclusivamente al Sol y al Inca.
Explica enseguida cómo se casaban los indios del común y por qué casaban al príncipe heredero con su hermana; detalla las diferentes maneras de heredar el gobierno; cómo se criaban a los hijos; la vida y ejercicio de las mujeres casadas; cómo se visitaban las mujeres y cómo trataban su ropa. Menciona  también la existencia de mujeres públicas o rameras, llamadas pampayrunas, que vivían en chozas alejadas de las poblaciones y eran muy menospreciadas. 
Luego el autor retoma la historia de la realeza inca y se ocupa de Inca Roca, sexto rey, quien conquistó muchas naciones, llegando hasta Antahuaylla (Andahuaylas), donde sometió a los Chancas, etnia muy brava y guerrera que incluía a otras muchas naciones como Hancohuallu, Uramarca, Uillca (Vilcas), Utunsulla, que ocupaban los actuales departamentos de Apurímac, Ayacucho y Huancavelica, aunque se sometieron de muy mala gana y con la velada esperanza de rebelarse no bien se presentase la ocasión. De vuelta al Cuzco, Inca Roca vivió en paz algunos años y envió a su hijo Yahuar Huaca a la conquista del Antisuyu, región oriental colindante con la selva amazónica.  Explica que el nombre de este príncipe significaba “el que llora sangre” y que fue bautizado así por haber llorado efectivamente sangre cuando era muy niño. Tiempo después Inca Roca salió nuevamente en campaña dejando en el gobierno a su hijo; el inca se dirigió esta vez a la provincia de Charcas, en el altiplano andino, pero los pueblos se mostraron hostiles y especialmente los jóvenes se negaron a someterse y dejar sus idolatrías; sin embargo, fueron convencidos por los viejos para que acataran el vasallaje al Inca. La dominación inca se amplió así hasta los territorios donde después se fundarían Chuquisaca y La Paz, en la actual Bolivia. Luego Inca Roca volvió al Cuzco y descansó en paz, dando sabias leyes y fundando escuelas para los nobles en el Cuzco; se citan algunos de sus dichos sentenciosos, según los recogió el padre Blas Valera. 
Luego de su muerte le sucedió su hijo Yáhuar Huaca, que fue así el séptimo Rey, siendo este más hombre de paz que de guerra. Pero aun así envió un ejército de 20.000 hombres bajo el mando de su hermano Apumayta, con dirección al sureste del Cuzco hasta el mar, campaña que permitió la conquista inca desde la costa de Arequipa hasta Tacana (Tacna).  Otra expedición fue enviada a la conquista de algunas provincias del Collasuyu. El Inca se hallaba enfrascado en estas campañas, cuando debió afrontar los problemas causados por su hijo mayor, designado para sucederle, quien era díscolo y de mal carácter. Cansado de intentar doblegar su ánimo, lo recluyó en el paraje campestre de Chita, a diez km al oeste del Cuzco, poniéndole al cuidado del ganado del Sol, bajo amenaza de muerte si volvía a presentarse en el Cuzco. No obstante la amenaza, al cabo de tres años el joven se presentó ante su padre, diciendo que tenía un mensaje de parte de alguien más grande que él. Enojado Yahuar Huaca, pero picado por la curiosidad de saber quien sería ese otro “más grande” que él, recibió a su hijo, quien le contó lo siguiente: «… señor, sabrás que estando yo recostado hoy a medio día (no sabré certificarme si despierto o dormido) debajo de una gran peña de las que hay en los pastos de Chita… se puso delante un hombre extraño, en hábito y en figura diferente a la nuestra; porque tenía barbas en la cara de más de un palmo, y el vestido era largo y suelto que le cubría hasta los pies; traía atado por el pescuezo un animal no conocido.» El personaje de dicha visión, quien dijo llamarse Viracocha, le advirtió que se preparaba mucha gente de armas en las provincias sujetas por los incas y de otras aún no sujetas, para marchar contra el Cuzco con la intención de destruirla. Yahuar Huaca al oír tal relato se enfureció y no quiso creerle tomando todo como inventos disparatados. Ordenó pues a su hijo que volviera de inmediato a Chita, amenazándolo con matarlo si regresaba.  Tres meses después, llegaba al Cuzco la noticia del levantamiento de los feroces Chancas, quienes con un ejército nutrido al que se sumaron otras naciones del Chinchaysuyu, se acercaban peligrosamente al Cuzco. Atemorizado, Yahuar Huaca abandonó la ciudad y se refugió en Muyna. Enterado de la noticia, su joven hijo abandonó su retiro de Chita y partió presuroso al Cuzco; en el camino se encontró con su padre, a quien ásperamente reprochó su conducta. Luego organizó la defensa del Cuzco y fue conocido desde entonces como Viracocha Inca, pues todos conocían ya sus visiones.

### Quinto Libro
El autor explica cómo se acrecentaban y repartían las tierras a los vasallos, la orden que tenían estos en labrar sus tierras, y la fiesta con que labraban las tierras del Inca y las del Sol. La tierra que daban a cada indio, y cómo la beneficiaban. La repartición del agua para regar y cómo castigaban a los descuidados. El tributo que daban al Inca, y la cuenta de los orones. La provisión de armas y bastimentos que tenían para los soldados. El oro y plata y otras cosas de estima no eran tributo obligatorio, sino presentadas voluntariamente, pues solo eran tenidas como ornamentos. La guarda y gasto de los bastimentos. Daban de vestir a los vasallos. No hubo pobres mendigantes. El orden y división del ganado y de los animales extraños. Leyes y ordenanzas de los Incas para el beneficio de los vasallos. Cómo conquistaban y domesticaban los nuevos vasallos. Cómo proveían los ministros para todos oficios. La razón y cuenta que había en los bienes comunes y particulares. En qué pagaban el tributo. La cantidad de él, y las leyes acerca de él. Citando a Valera, detalla el orden y razón para cobrar los tributos. El Inca premiaba a los curacas que le presentaban cosas preciadas. 
Luego el autor retoma la historia de los incas y se ocupa del príncipe Inca Viracocha, que fue el octavo Rey. Este, luego de dejar a su padre en Muyna, volvió al Cuzco a organizar la defensa, ante la amenaza de los chancas, y recibió inesperadamente la ayuda de sus vasallos quechuas, que odiaban a los chancas pues antaño habían sufrido su tiranía. La batalla entre incas y chancas se libró en Sacsahuana, cerca del Cuzco, y el resultado parecía indeciso pues ambos rivales se batieron con bravura, hasta que una fuerza de aliados quechuas fueron en auxilio de los incas atacando el flanco derecho de los chancas, y estos empezaron a flaquear. Muchos lugareños se fueron también sumando a las fuerzas del Inca en gran número, tan así que tiempo después surgió la leyenda de los puraraucas o de las piedras que se convertían en guerreros. Después de ocho horas de lucha los incas se alzaron en triunfo; tanta sangre corrió que el campo de batalla se denominó desde entonces Yahuarpampa o campo de sangre. El Inca Viracocha se dirigió a la tierra de los chancas pero se mostró generoso y no desató su venganza sobre las mujeres y niños, por lo que la población quedó muy agradecida. Luego retornó al Cuzco y se entrevistó con su padre Yahuar Huaca, a quien desposeyó del imperio. 
El autor explica enseguida el significado del nombre Viracocha, y por qué los indios apodaron así a los españoles: según su versión era porque el fantasma aparecido en sueños al joven inca era barbudo y vestido con túnica, similar a la traza de los hispanos. También desmiente la versión de que Viracocha era un dios superior al Sol, sino que era hijo de este y hermano de los incas, según la mitología inca. En memoria a este dios, el Inca Viracocha levantó un templo en Cacha, a 16 leguas al sur del Cuzco; allí también hizo levantar una estatua de piedra que representaba a la deidad. Este templo sería después destruido por los españoles. También en memoria de su victoria sobre los chancas, mandó pintar en una peña altísima la figura de dos cóndores. Acabados los festejos, el Inca salió y recorrió su imperio, anexando nuevas provincias como Huaytará y los Pocras (Huamanca); luego continuó sucesivamente al Contisuyu y al Collasuyu, llegando hasta Charcas, donde le salió al encuentro una embajada de indios del reino de Tucma o Tucumán, lejano en 200 leguas, los cuales le pidieron ser sus vasallos. Acabada la visita del Collasuyu, el Inca pasó al Antisuyu, poblada por gentes más rústicas. Mientras tanto, el jefe chanca Hancohuallu, no queriendo estar bajo la sujeción de los incas, decidió partir con su gente hacia la selva. El territorio despoblado por los chancas (actual departamento de Apurímac) fue repoblado con mitimaes traídos de diversas regiones del imperio. El Inca Viracocha fue muy aficionado a retirarse al valle de Yucay, lugar agradable donde construyó edificios; amplió también el templo del Sol. Vivió algunos años de paz y tuvo con su esposa, la coya Mama Runtu, un hijo al que puso por nombre Pachacútec, que significa el que transforma el mundo, nombre que al principio quiso ponerse a sí mismo, pero luego se quedó con el de Viracocha pues así le empezaron a llamar sus súbditos. También se cuenta que vaticinó la llegada de los españoles. Fallecido, fue llorado por todos y su cuerpo fue momificado a la usanza de los incas, y cuenta el autor que vio su momia en Lima, hacia 1560, adonde fuera trasladado por los españoles junto con los cuerpos de otros incas.

### Sexto Libro
Empieza con la descripción de la casa real de los Incas, sobre su fábrica y ornamento; la manera como contrahacían de oro y plata todo cuanto había para adornar dichas casas. Los criados de la casa real y los que traían las andas del rey; las salas que servían de plaza, y otras cosas de las casas reales. Los entierros de los reyes incas, cuyas exequias duraban un año. Las cacerías solemnes o chakus que los reyes hacían en todo el reino. El sistema de correo de postas a cargo de corredores llamados chasquis. El sistema de contabilidad por hilos y nudos llamados quipus, de cuya gran fidelidad da fe el autor. 
Luego el autor se ocupa de las conquistas, leyes y gobierno del Inca Pachacútec, noveno Rey. Este hizo una visita a su imperio, que le tomó tres años; luego envió a su hermano, el general Cápac Yupanqui, hacia el Chinchaysuyu, donde conquistó a la nación Huanta, cuyo principal centro era Sausa (Jauja). Este mismo general anexó también Tarma y Pumpu (Bombón), hasta llegar a la provincia de Chucurpu, en los Antis (colindante con la selva amazónica). Luego las tropas incaicas se trasladaron a Ancara y Huaylas, donde castigaron merecidamente a los sométicos (sodomitas) por las aberraciones que cometían. Luego se describen los edificios, leyes, y nuevas conquistas que Pachacutec ordenó hacer a su hermano, que esta vez llevó a su sobrino, llamado Inca Yupanqui. Una nueva campaña se abrió en el Chinchaysuyu, donde se sometió a la provincia de Pincu, pero otros pueblos —Huaras (Huaraz), Piscopampa (Piscobamba) y Cunchucu (Conchucos)— se negaron con soberbia a aceptar el yugo de los incas, debiendo ser sometidos con hambre y astucia militar. Más al norte, el curaca de Huamachuco, hombre sabio, se rindió ante los incas; en cambio los Cassamarcas se resistieron con las armas pero a la postre se rindieron. De retorno al Cuzco, Cápac Yupanqui y su sobrino sojuzgaron a los Yauyos. Luego de tres o cuatro años de paz, los incas retomaron las conquistas, esta vez de los valles de la costa al norte de Nanasca, poblado por los yungas. Tras ocupar sin resistencia los valles de Ica y Pisco, se enfrentaron al poderoso señor de Chincha, que al frente de su súbditos resistió tenazmente hasta que no le quedó otra opción que la de rendirse. Esta fue una conquista de importancia superlativa pues el valle de Chincha era muy fértil y poblado. Luego el autor pasa a describir la fiesta principal de los incas, la rendida en homenaje al Sol o Inti Raymi, y cómo se preparaban para ella. 
Se detallan los ceremoniales, el sacrificio del cordero (llama), los agüeros y el fuego. También menciona la ceremonia del huaracu (huarachicu) o de iniciación de los príncipes de la realeza, equivalente al armarse de caballeros. Retomando la historia de las conquistas de los incas, el general Cápac Yupanqui pidió nuevos refuerzos al Cuzco para proseguir sus conquistas sobre los yungas de la costa, refuerzos que le llegaron junto con el príncipe Inca Yupanqui, junto con el cual marchó contra  Chuquimancu, señor de cuatro valles: Runahuánac (Lunahuaná), Huarcu (Huarco), Malla (Mala) y Chillca (Chilca). En Huarcu se produjo un encuentro sangriento, pero la guerra se prolongó demasiado hasta que el hambre empezó a acosar a los súbditos de Chuquimancu, quien, presionado por los suyos, se rindió a los incas. En memoria a esta conquista los incas elevaron la fortaleza de Huarcu. Continuando hacia el norte, los incas invadieron el señorío de Cuismancu, que abarcaba los valles de Rímac y Pachacámac, regiones célebres por dos santuarios que daban oráculos: el del dios hablador del Rímac, en la actual Lima (posiblemente la huaca Pucllana), y el del dios Pachacámac, cuyo nombre significa el que mueve la tierra al cual Garcilaso lo define como un dios no conocido, siendo su templo el más majestuoso y adonde los indios de todas las regiones iban en romería. Cuismancu no quiso someterse a los incas y opuso resistencia; finalmente los incas pactaron su sometimiento a cambio de respetar sus cultos; el autor afirma que ello se debió a que los incas reconocían también como deidad superior al dios Pachacámac. Tras esta conquista hubo paz por seis años, luego de los cuales los incas salieron nuevamente en campaña, esta vez para conquistar el reino del Gran Chimú, en la costa norte. Esta vez las fuerzas incas estuvieron comandadas por el príncipe Inca Yupanqui y contaron con el apoyo de los yungas de Chuquimancu y Cuismancu, antiguos enemigos de los chimúes. 
La guerra fue larga y sangrienta. Con grandes esfuerzos los incas avanzaron por Parmunca (Paramonga) y Santa, y no pudiendo doblegar la resistencia del enemigo, el príncipe inca pidió más refuerzos, que le llegaron en número de 20.000 soldados, y ante lo cual el Gran Chimú, viendo que era imposible resistir más y presionado por sus propios súbditos, se rindió, sometiéndose en vasallaje a los incas. Cuenta el autor que en memoria de esta conquista, los incas elevaron la fortaleza de Paramonga (aunque ésta es en realidad preinca). Ya viejo, Pachacútec descansó de las conquistas y se dedicó a los oficios de paz. Construyó templos del sol en las principales poblaciones de su imperio, así como casas de escogidas y depósitos o graneros. Amplió también el Cuzco y levantó nuevos edificios. Dejó su imperio a su hijo Inca Yupanqui, al que tuvo con la coya Anahuarque.  Finaliza el autor este libro citando a Valera sobre otras obras de Pachacútec en lo que respecta a la creación de escuelas y sus leyes para el buen gobierno, así como algunos de sus dichos sentenciosos.

### Séptimo Libro
Empieza mencionando las colonias que hacían los Incas, trasladando poblaciones hacia zonas despobladas. Llamábase a la gente así trasladada mitimaes y por lo general se trataban de poblaciones belicosas que eran desarraigadas de su lugar de origen a fin de tenerlas vigiladas. Otra política de los incas era criar a los hijos de los señores o curacas en la corte del Cuzco, a fin de quechuizarlos. 
Luego cita el autor al padre Valera sobre la importancia de la lengua cortesana de los incas o lengua general del Perú, el quechua o runasimi, en un mundo andino regionalizado donde existían muchas lenguas y dialectos. Se describe la tercera fiesta principal de los incas (la primera era el Inti Raymi y la segunda, la del huarachicu, ya mencionados en el anterior libro) que se llamaba Cusquieraymi y era también en homenaje al Sol; había una cuarta fiesta importante, llamada Citua, que era dedicada a la expulsión de las enfermedades y otras penas, con un ayuno previo. Enseguida se describe la imperial ciudad del Cuzco, cuyos barrios representaban a todo el imperio; se describe el sitio de las escuelas, el de tres casas reales, y el de las escogidas, así como los barrios y casas que había al oeste del arroyo. 
Luego el autor retoma la historia imperial inca y relata las conquistas de Inca Yupanqui, hijo y sucesor de Pachacútec y décimo Rey. Este Inca es incluido exclusivamente por Garcilaso en la lista real incaica, pues otros cronistas no lo mencionan. Partió a conquistar el país de Musu (o Moxos), cruzando la provincia de los Chunchos y adentrándose más en la selva amazónica; sobre esta expedición orlada por los incas con proezas fantásticas, quedaban algunos rastros que los españoles comprobaron cuando hicieron entradas en dicha provincia. El Inca intentó también la conquista de la provincia de los chiriguanas, más allá de Charcas, pero fracasó. Su siguiente plan fue la conquista del reino de Chili, al sur de sus dominios, región poblada por los belicosos araucos (araucanos). Tras un meticuloso preparativo, se puso en marcha un poderoso ejército inca, que llegó a sumar 50.000 soldados y que realizó una marcha triunfal desde Atacama, pasando por Copayapu (Copiapó), Cuquimbu (Coquimbo), hasta llegar al valle de Chili, que da nombre a la provincia. Luego continuaron más al sur y llegaron hasta el río Maulli. No contentos con haber extendido las fronteras del Imperio más de 500 leguas de largo, los incas siguieron más al sur, pero se encontraron con la feroz resistencia de los purumaucas. No viendo mayor beneficio en reducir a poblaciones extremadamente brutas y salvajes, los incas retrocedieron y fijaron la frontera en el río Maulli. Luego el autor se extiende relatando el descubrimiento de Chile por obra de los españoles, la llegada del gobernador Pedro de Valdivia, la guerra entre españoles y araucos, la muerte de Valdivia (1553), luego de la cual los indios se mantuvieron en pie de guerra durante 50 años y todavía seguían así al momento de escribir la obra el autor, según las últimas noticias desgraciadas que le llegaron de Chile sobre una rebelión general en 1599. Volviendo a la historia inca, tras poner punto final a las conquistas, Inca Yupanqui llevó una vida quieta hasta su muerte, por enfermedad. Dejó como sucesor a su hijo Túpac Inca Yupanqui, que tuvo en la coya Chimpu Ocllo. 
Los últimos capítulos de este libro el autor los dedica a la descripción de la fortaleza del Cuzco, Sacsayhuamán, y la grandeza increíble de sus piedras. Considera que lo más admirable de esta obra arquitectónica son los tres muros de la cerca, pasadas las cuales existía una plaza larga y angosta donde había tres torreones fuertes, el del medio circular y los de los flancos cuadrados. Menciona a los cuatro maestros mayores de la fortaleza y relata la historia de la piedra cansada, un inmenso bloque pétreo que no llegó a su destino.

### Octavo Libro
En este libro el autor relata las conquistas de Túpac Inca Yupanqui, undécimo Rey, cuyo nombre significa el que relumbra o resplandece. Empezó por preparar la conquista de los Chachapuyas o Chachapoyas, situada al oriente de Cajamarca, pero previamente debía someter a la provincia de Huacrachucu (que significa tocado o sombrero de cuerno), cuyos habitantes resistieron con las armas hasta que acataron ser vasallos del Inca. Luego se relata la conquista de los primeros pueblos chachapoyas, llamados también chachas, quienes trabaron brava resistencia en Cúntur Marca y Cassamarquilla. Los incas prosiguieron la conquista de otros pueblos y naciones bárbaras, que eran más propiamente dicha behetrías habitadas por gente muy salvaje y bestial. Una vez sujetos a los incas, estos se encargaron de civilizarlos, tan así, que dos de esas provincias, Cascayunca y Huancapampa, llegaron a ser de las mejores del imperio. Otras tres provincias belicosas y tenaces, Cassa, Ayahuaca y Callua, que fueron conquistadas después. Luego Túpac Yupanqui se dedicó a visitar su imperio, ordenando levantar en varios puntos grandes edificios como casas reales, depósitos, casas de escogidas, etc. pasado algunos años reemprendió las conquistas: la siguiente provincia en ser anexada fue la de Huánucu, en la sierra central del Perú, cuyo principal centro (Huanucopampa)  se convirtió en la cabecera de muchas provincias. Luego se aprestó a realizar la conquista de la provincia de los Cañaris, gente belicosa y valiente, en el actual territorio de Ecuador. De camino hacia allí, sometió a la provincia de los Paltas, indios que se deformaban la cabeza y en cuyo territorio cultivaban unos frutos muy preciados llamados también paltas (aguacates). Llegado al país de los cañaris, el Inca hizo a estos los requerimientos acostumbrados, es decir les dio la opción de rendirse pacíficamente o de tomar las armas para medirse con las suyas; los cañaris, luego de deliberar entre ellos, aceptaron someterse. Los incas construyeron en ese país canales, acequias, así como edificios; especialmente se engalanó con muchas construcciones Tumipampa, que se convirtió en la cabecera de la región. Luego continuaron las conquistas de otros pueblos, entre ellos los huancavilcas, hasta llegar a los confines del reino de Quito. Tras algunos años de quietud, Túpac Inca Yupanqui organizó la conquista de Quito, reino extenso y muy rico, para lo cual apercibió 40.000 soldados que se concentraron en Tumipampa. Pero el rey de Quito era muy bárbaro y tosco, y por ende muy belicoso, y sin más, rechazó los requerimientos del Inca. Los quiteños resistieron durante mucho tiempo trabando varios combates indecisos con las tropas del Inca. Viendo este que la guerra se prolongaba demasiado, ordenó a su joven hijo Huayna Cápac que se ejercitase en la milicia y le encomendó el mando de 12.000 hombres. Trasladado al frente de lucha, Huayna Cápac se destacó pese a su juventud y fue ganado poco a poco el reino de Quito, al punto que su padre decidió volver a descansar al Cuzco, dejándole el mando de la campaña. La conquista de Quito duró tres años, y se cuenta que el rey quiteño murió de pena al ver perdido la mayor parte de su reino. Huayna Cápac prosiguió las conquistas marchando más al norte; conquistó la provincia de Quillacenca y llegó hasta Pastu, Otauallu y Caranque, quedando en esos parajes fijaba la frontera septentrional del Imperio. Rematada así las conquistas de las provincias del norte, Huayna Cápac regresó al Cuzco a dar cuenta a su padre, siendo recibido en triunfo. El autor cuenta que el príncipe casó tres veces, y nombra a sus esposas: Pillcu Huaco, Raua Ocllo y Mama Runtu; la primera no le dio hijos y las restantes fueron consideradas al mismo tiempo como coyas o reinas legítimas y dieron descendencia. Pasado algún tiempo de quietud y sosiego, el Inca Túpac Inca Yupanqui enfermó gravemente e hizo su testamento, dejando el imperio a su hijo Huayna Cápac. Su cuerpo fue embalsamado según la costumbre inca; el autor vio su momia en el año de 1559, y según él, parecía tener vida. 
Luego Garcilaso hace una larga enumeración descriptiva de las riquezas naturales nativas del Perú: los animales mansos y bravos, las mieses y legumbres, frutas y aves, piedras y metales preciosos. Trata sobre el maíz (que en la lengua del Perú se llamaba zara; maíz es nombre de origen caribeño), y una semilla llamada quinua que los españoles llamaron mijo, así como otras semillas como los purutus (frijoles) y el tarwi (chocho); de las legumbres que se crían debajo de la tierra (papas, ocas, batatas); de las frutas de árboles mayores (pepinos, guayabas, pacaes, paltas, lucmas); del árbol mulli y del pimiento o uchu (ají), este último infaltable en los potajes nativos; del árbol maguey y de sus propiedades; del plátano, piña y otras frutas sabrosas; de la preciada hoja llamada cuca o coca, y del tabaco; del ganado manso y las recuas que había (se refiere a las llamas y alpacas); del ganado bravo (guanacos, vicuñas, tarucas) y otras sabandijas (zorros, zorrillos, vizcachas), así como leones (pumas), osos, tigres, micos y monas; de las aves bravas de tierra y agua bravas y mansas; de las perdices, palomas y otras aves menores; las diferentes especies de papagayos y su mucho hablar. Menciona y describe también a cuatro ríos famosos: Amazonas o Río Grande, Apurímac, Marañón y el Río de la Plata o Paraguay; así como el pescado que se cría. Finaliza tratando sobre las esmeraldas, turquesas y perlas, el oro y la plata, el azogue, y cómo se fundían los metales antes de los españoles.

### Noveno Libro
Empieza el autor narrando las grandezas y magnanimidades de Huayna Cápac, el decimosegundo soberano inca, quien inició su reinado haciendo una visita general a su imperio. Tuvo por entonces un hijo, al que después llamó Huáscar Inca, cuyo nombre, que significa soga o maroma (Huasca), fue debido a que en homenaje a su nacimiento su padre ordenó hacer una pesada cadena de oro de 700 pies de largo. Huayna Cápac tuvo otro hijo, llamado Atahualpa, quien, según afirma Garcilaso, nació en Quito, siendo su madre la hija del rey quiteño sometido (aunque ahora se puede asegurar que en realidad nació en Cuzco y que fue hijo de una coya cuzqueña). Enseguida se detallan las conquistas de Huayna Cápac, que sometió pacíficamente a diez valles de la costa entre Pacasmayo y Tumbes, para después regresar a Quito, donde pasó dos años construyendo edificios. Luego volvió a ponerse en campaña y se dirigió a Túmpiz o Tumbes, habitada por gente “regalada y viciosa”, quienes de buena gana aceptaron la dominación inca; allí el Inca construyó una fortaleza, un templo de sol y una casa de escogidas. Luego castigó a los indios huancavilcas que en el reinado de su padre habían matado a las autoridades incas. Luego de hacer otra visita al Imperio, Huayna Cápac se dirigió contra la isla de la Puná, cerca de Tumbes, donde reinaba un reyezuelo llamado Tumpalla, quien aceptó ser vasallo del Inca, aunque de mala gana y con el propósito de rebelarse a la menor ocasión. En efecto, al momento en que las autoridades incas pasaban en barcas hacia la isla, fueron atacados intempestivamente por la gente de Puná y arrojados al mar, siendo asesinados a golpes usando como garrotes sus propios remos. La respuesta de Huayna Cápac no se hizo esperar y el castigo contra los de Puná fue terrible: los principales rebeldes fueron ejecutados de diversas formas: unos fueron degollados, otros ahorcados y algunos descuartizados. Otra rebelión protagonizaron los Chachapoyas, al este de Cajamarca; contra quienes marchó enseguida Huayna Cápac, pero antes de llegar a su destino un cortejo de mujeres chachapoyas, encabezadas por la que fuera concubina de su padre Túpac Inca Yupanqui, rogó por el perdón de los suyos, esgrimiendo muchas razones que convencieron al Inca. Luego Huayna Cápac se dirigió a la costa del actual Ecuador, donde sometió a pueblos primitivos, como los Manta, que adoraban a una esmeralda y que practicaban la sodomía y otras costumbres sexuales nefandas. Luego de someter a otros pueblos, el Inca continuó más al norte, hasta llegar a Passau, ya debajo de la línea equinoccial, poblado de gente más salvaje y bruta todavía. Ante tan desoladora visión, Huayna Cápac retrocedió, pues consideró que aquellos salvajes no merecían tenerlo por señor. 
Luego Garcilaso, citando al cronista Cieza, trascribe una leyenda de gigantes que supuestamente habitaron la punta de Santa Elena y cuyos restos óseos podían aun verse en su tiempo. Cuenta también que durante una fiesta del Inti Raymi, el Inca se atrevió ver al Sol en plena ceremonia, lo que fue tomado por mal presagio por los indios. Durante otra visita que hizo a sus reinos, se enteró de la sublevación de los Caranques, nación situada en los confines del reino de Quito, que como salvajes que eran, mataron y se comieron a las autoridades del Inca. Huayna Cápac mandó su ejército contra los rebeldes, quienes fueron sometidos y castigados merecidamente: unos 2000 fueron degollados y arrojados en una laguna que desde entonces se llamó Yahuarcocha o laguna de sangre. Cuenta enseguida el autor que Huayna Cápac decidió darle el Reino de Quito a su hijo Atahualpa, pues era su preferido, y que Huáscar, que era el legítimo heredero del Imperio, aceptó la voluntad paterna. Menciona también los dos caminos incas que surcaban transversalmente el Imperio, uno de la costa y el otro de la sierra (el Cápac Ñan), y sobre las noticias que Huayna Cápac tuvo de los españoles que por entonces recorrían la costa norte del Imperio; también sobre las señales vistas en el cielo que anunciaron por entonces la caída del Imperio Inca y el cambio radical de la forma de la vida andina que se avecinaba. Finalmente, Huayna Cápac enfermó y murió, y en su testamento ordenó a sus súbditos que obedecieran a los extranjeros invasores que ya se acercaban, pues éstos eran poderosos e imbatibles, de acuerdo a una profecía antigua, que aseguraba que tal suceso ocurriría tras el duodécimo Inca. 
Luego, el autor describe las animales, plantas y otras cosas que los castellanos trajeron al Perú: las yeguas y caballos, cómo los criaban al principio, y lo mucho que valían; las vacas y bueyes, y sus precios altos y bajos; los camellos, asnos y cabras, y sus precios y mucha cría; las puercas y su mucha fertilidad; las ovejas y gatos caseros; los conejos y perros castizos; las ratas y la multitud de ellas; las gallinas y palomas; el trigo; la vid y el primero que produjo uvas en el Cuzco; el vino, y el primero que lo hizo en el Cuzco, y sus precios; el olivo y sobre quien lo llevó al Perú; las frutas de España y la caña de azúcar; las hortalizas, flores y yerbas; el lino, espárragos, biznagas y anís. 
Luego menciona los nombres nuevos para nombrar a las diversas generaciones nacidas en el Perú:  criollo, mestizo, mulato, cholo, entre otros. Retomando la historia inca, el autor cuenta que una vez muerto Huayna Cápac, reinaron sus dos hijos unos cuatro o cinco años en paz: Huáscar como Sapa Inca y Atahualpa como rey de Quito. Sin embargo, Huáscar se dio cuenta del error de su padre de dar a Atahualpa el gobierno de una inmensa provincia del norte, pues así quedaba bloqueada la ampliación de la frontera norte por parte de la casta cuzqueña, pues en el resto de las fronteras se había llegado a límites infranqueables, como el mar, las selva y el territorio al sur del Maule, poblado de salvajes. También entrevió que tal partición del imperio contradecía el mandato del primer inca Manco Cápac, que solo admitía un imperio incaico único. Con tales razones, Huáscar invitó a su hermano que fuera al Cuzco para que jurara como su vasallo, en aras de un interés mayor como la unidad del Imperio. Atahualpa, con astucia, simuló acatar la orden, pero pidió permiso para llevar consigo a miles de sus vasallos, a fin de celebrar fastuosamente las exequias de su padre, lo que Huáscar, sin sospechar malicia, aceptó. Secretamente, Atahualpa ordenó a sus generales que organizaran batallones y que le siguieran sigilosamente en su marcha al Cuzco; solo cuando ya estaba cerca del Cuzco ordenó a sus tropas que enarbolaran sus insignias y marcharan en orden de batalla contra Huáscar. Sus principales maeses de campo eran Challcuchimac y Quisquis; sus tropas superaban los 30.000, mayormente soldados experimentados en las últimas guerras de conquista realizadas por Huayna Cápac. Huáscar, sorprendido, convocó a sus tropas pero ya era tarde y solo pudo reunir unos 10 000 de los suyos y otras tropas del Contisuyo, que eran inexpertas, mientras otras con más experiencia y número, las del Collasuyo, tardarían en llegar por su lejanía. Hubo una serie de encuentros, hasta que la batalla definitiva se dio cerca del Cuzco, en Quepaypampa, donde los atahualpistas triunfaron, merced a su mayor número y experiencia militar. Aquel campo se conoció después como Yahuarpampa o campo de sangre. El mismo Huáscar fue capturado y atado. Atahualpa, por naturaleza cruelísimo, ordenó una matanza de toda la familia de su hermano, sin respetar niños ni mujeres; se describe la manera espeluznante cómo se cumplió esta orden, aunque algunos de la casta cuzqueña lograron salvarse, entre ellos, según cuenta Garcilaso, estuvieron su madre y su tío, Isabel Chimpu Ocllo y Francisco Huallpa Túpac Yupanqui, que por entonces eran unos muchachos. Pero la ira de Atahualpa se cebó también con los criados de la casa real y poblaciones enteras fueron diezmadas. Otro en salvarse fue el que después sería príncipe Manco Inca, otro de los hijos de Huayna Cápac. La crueldad de Atahualpa fue tan extremada que en tiempos de la conquista española todavía los supervivientes de la masacre guardaban odio profundo hacia quien consideraban un inca advenedizo o auca (traidor) y hasta dudaban si en realidad era hijo de Huayna Cápac, ya que su conducta contrastaba con la natural piedad y benevolencia de los antiguos incas. Es por ello que Garcilaso, que tenía también sangre inca, no incluye a Atahualpa en su lista de los reyes incas. 
Finaliza el libro contando su autor que por el año 1603 se enteró de que existían todavía más descendientes de la sangre real de los Incas, que suplicaban entonces a Su Majestad española excepciones de tributos y se quejaban de otras vejaciones que se les hacían.

## Ediciones y traducciones
Esta obra se convirtió desde un inicio en lo que hoy llamaríamos un best seller, el primero de un autor nacido en tierra peruana. Fue traducido a varios idiomas occidentales: francés, inglés, alemán italiano, holandés, etc. e incluso existe una edición en latín.
Luego de la edición príncipe de 1609, fue reeditada en Madrid en 1723, en 1800-1801 (está publicada con el título de Historia General del Perú o Comentarios Reales de los Incas, en 13 volúmenes) y en 1829 (en cinco tomos, la primera y segunda parte). La primera edición en francés apareció en París, en 1633, y otra en Ámsterdam, en 1704 y 1715, ambas con traducción de Jean Baudoin. Otras ediciones en francés aparecidas en Ámsterdam son las de 1727 y la de 1737, traducción del P. Hannequin. En París se reeditó en 1744 y en 1830. En inglés, apareció un extracto en 1625; la traducción de la obra completa (primera y segunda parte) apareció en Londres, en 1688; otra versión, hecha por sir Clements R. Markham salió a la luz en 1869. Al alemán fue traducida en 1787-1788 y publicada en dos volúmenes.
Tras la represión de la rebelión de Túpac Amaru II, fue prohibida por la Corona española, por real cédula del 21 de abril de 1782, pues la consideró sediciosa y peligrosa para sus intereses, al mantener vivo el recuerdo idealizado de los incas. La prohibición abarcó a los dominios gobernados por los virreyes del Perú y del Río de la Plata, aunque la obra siguió imprimiéndose en España.
En el Perú y América aparecieron, entre otras, las siguientes ediciones:
- Los Comentarios Reales de los Incas (1918-1920). Abarca la primera y la segunda parte. Anotaciones y concordancias con las crónicas de Indias por Horacio H. Urteaga. Elogio de Garcilaso por José de la Riva Agüero y Osma. Imprenta y Librería Sanmarti. Colección de Historiadores clásicos del Perú. 6 volúmenes.
- Comentarios Reales de los Incas (1943). Edición al cuidado de Ángel Rosenblat, del Instituto de Filología de la Universidad de Buenos Aires. Prólogo de Ricardo Rojas. Con un glosario de voces indígenas. Buenos Aires, Emecé Editores.
- Comentarios Reales de los Incas (1959). Prólogo de Aurelio Miró Quesada. Lima. Librería Internacional del Perú S.A. - Peuser S.A. Lima - Buenos Aires.
- Comentarios Reales de los Incas (1959). Estudio preliminar y notas de José Durand. Lima, Universidad Nacional Mayor de San Marcos. 3 tomos.
- Comentarios Reales de los Incas (1973). Lima, Editorial Peisa. Edición en 3 tomos (Biblioteca Peruana Nros. 15, 19 y 22). Con el auspicio del Gobierno Revolucionario del Perú como parte del programa de divulgación cultural.
- Comentarios Reales de los Incas (1976). Prólogo, edición y cronología de Aurelio Miró Quesada. Caracas, Biblioteca Ayacucho. 2 tomos.
- Comentarios Reales de los Incas (1985). Prólogo de Aurelio Miró Quesada. Edición al cuidado de César Pacheco Vélez. Con facsímiles de las portadas originales de 1609, 1617, 1633, 1658. "Bibliografía del Inca Garcilaso", por Alberto Tauro (pp. 431-483). Lima, Banco de Crédito del Perú. Biblioteca Clásicos del Perú/1.

## Importancia y trascendencia
Los Comentarios Reales de los Incas (Lisboa, 1609) y la Historia General del Perú (Córdoba, 1617), son obras que afianzan el renombre de su autor tanto en la historia de las letras castellanas como en las fuentes de los estudios americanistas. El autor expone sus razones para la obra y evita que su conocimiento quede perdido en la oscuridad del tiempo y el olvido:

Yo, incitado del deseo de la conservación de las antiguallas de mi patria, esas pocas que han quedado, porque no se pierdan del todo, me dispuse al trabajo tan excesivo como hasta aquí me ha sido y delante me ha de ser, al escribir su antigua república hasta acabarla.
Comentarios Reales...
Primera parte de los Comentarios Reales que tratan del origen de los incas, reyes que fueron del Perú, de su idolatría, leyes y gobierno en paz y en guerra: de sus vidas y conquistas, y de todo lo que fue aquel imperio y su república antes que los españoles pasaran a él. Escritos por el inca Garcilaso de la Vega, natural del Cozco, y Capitán de su Majestad...

Son evidentes las huellas dejadas por la lectura de los Comentarios Reales en muchos destacados literatos y escritores, ya desde el siglo XVII. Por ejemplo, se aprecian esas huellas en La ciudad del sol de Tommaso Campanella, en Persiles y Segismunda de Miguel de Cervantes, y en La vida es sueño de Pedro Calderón de la Barca. Posteriormente, la obra inspiró a Marmontel su célebre novela épica Les Incas (1777); a Madame de Graffigny sus Cartas de una peruana (1747); a Voltaire varios de sus cuentos; posiblemente a Rousseau para su teoría del buen salvaje (1751). El relato del náufrago español Pedro Serrano (Libro I, capítulo 8 de la primera parte), es muy probable que inspirara a Daniel Defoe para escribir su Robinson Crusoe.
En el aspecto historiográfico, pese a los problemas de sus fuentes orales y escritas y a las incongruencias de muchas fechas, constituye, tanto en el plano conceptual como estilístico, en el más logrado proyecto de una historia total del Perú, desde los orígenes nativos hasta sus días; en ese sentido la obra tuvo mucha influencia entre los historiadores del Perú y América hasta mediados del siglo XIX, cuando se empezaron a refutar muchas de sus aseveraciones e interpretaciones sobre el pasado prehispánico. 
Pero la influencia de esta obra ha trascendido más allá de lo estrictamente literario o historiográfico. Su lectura preservó en la memoria colectiva del hombre andino el recuerdo idealizado de los incas, siendo este uno de los alientos más vigorosos de las sangrientas rebeliones indígenas contra el dominio español, como la rebelión de Túpac Amaru II. La obra también presenta como algo positivo la síntesis surgida tras la conquista española, pues exalta por igual a andinos y a españoles, que han dado origen a una nueva sociedad mestiza a la que perteneció el mismo Garcilaso, que con justicia ha sido denominado el primer mestizo biológico y espiritual de América. Esta posición, que se opone a los extremismos hispanistas e indigenistas, ha sido asumida por muchos estudiosos peruanos.